# آقای آفتاب
آقای آفتاب (به کره‌ای: 미스터 션샤인؛ انگلیسی: Mr. Sunshine) یک مجموعهٔ تلویزیونی کره جنوبی محصول سال ۲۰۱۸ که توسط کیم اون-سوک نوشته‌ شده است و کارگردانی آن را لی یونگ-بوک بر عهده داشته است، در این مجموعهٔ لی بیونگ-هان، کیم ته-ری، یو یئون-سئوک، کیم مین-جونگ و بیون یو-هان به ایفای نقش پرداخته‌اند. سریال در هان‌سئونگ (سئول امروزی) در اواخر قرن ۱۹ اتفاق می‌افتد و بر فعالانی که برای استقلال کره می‌جنگند تمرکز دارد. این سریال از ۷ ژوئیهٔ تا ۳۰ سپتامبر ۲۰۱۸، روزهای شنبه و یکشنبه برای ۲۴ قسمت از تی‌وی‌اِن پخش شد. این مجموعه برای اولین بار در سطح بین‌المللی از طریق نتفلیکس پخش شد.
این سریال ششمین درام با بالاترین امتیاز در تاریخ تلویزیون کابلی کرهٔ است که قسمت آخر آن به ۱۸٫۱۲۹ درصد رسید و میانگین امتیاز ۱۲٫۹۵۵ درصد را به دست آورد که دومین میانگین امتیازی است که تا‌به‌حال برای تلویزیون کابلی ثبت شده است.
این سریال به‌دلیل فیلم‌برداری و داستان‌سرایی‌اش مورد تحسین منتقدان قرار گرفت، اما همچنین به‌علت نمایش نادرست حقایق تاریخی مورد انتقاد قرار گرفت، حتی برخی آن را به «چینیلپا» بودن متهم کردند.

## خلاصهٔ داستان
در سال ۱۸۷۱ که کشتی‌های ایالات متحدهٔ آمریکا به خاک چوسان حمله می‌کنند، کودک برده‌ای به نام یوجین به کمک مردی به نام جوزف سوار بر یکی از این کشتی‌ها به آمریکا فرار می‌کند و سال‌ها بعد به عنوان یک تفنگدار نیروی دریایی ایالات متحدهٔ، دستور دارد تا برای مأموریتی به چوسان برگردد. اما او از وطن خود بخاطر مرگ پدر و مادرش کینه به دل دارد و چوسان نیز در نزدیکیِ دوران ۴۵ سالهٔ استعمار توسط ژاپن قرار دارد. اما یوجین با دختری اشراف‌زاده به نام گو ئه‌شین آشنا می‌شود که او نیز ماموریت‌هایی مشابهٔ یوجین دارد. یوجین کم‌کم به او علاقه‌مند شده و حال باید بین عشق به ئه‌شین و نفرت از چوسان، یکی را انتخاب کند.

## بازیگران

### اصلی
- لی بیونگ-هان در نقش یوجین چوی/ چوی یوجین[۱۱][۱۲]
  - کیم کانگ-هون در نقش کودکی یوجین چوی/ چوی یوجین[۱۳]
  - جئون جین-سئو [ko] در نقش یوجین چوی جوان/ چوی یوجین جوان [۱۴]
    - یوجین چوی به عنوان برده کیم پان-سئو، پدربزرگ پدری کیم هوی سونگ به دنیا آمد. یوجین پس از مشاهده قتل پدر و مادرش به دست اربابشان، موفق به فرار به ایالات متحدهٔ شد و برای غلبه بر تبعیض نژادی و آمریکایی شدن، به تفنگداران دریایی پیوست و در جنگ آمریکا و اسپانیا شرکت کرد. بعداً، یوجین برای انجام یک مأموریت به چوسان باز می‌گردد و عاشق گو ئه‌شین، زن نجیب‌زاده‌ای می‌شود که مخفیانهٔ جز بخشی از ارتش درستکاران است که با اشغالگران ژاپنی می‌جنگند. یوجین باید بین کمک به آئه‌شین در مبارزه‌اش و حفظ موقعیت بی‌طرف خود به عنوان کاپیتان در سپاه تفنگداران دریایی ایالات متحدهٔ یکی را انتخاب کند.
- کیم ته-ری در نقش گو ئه‌شین[۱۵]
  - هو جونگ-اون در نقش کودکی گو ئه‌شین[۱۶]
    - نجیب‌زادهٔ چوسانی که والدینش را در کودکی از دست داد. مادر و پدر آئه‌شین از جنبش استقلالی‌ها بودند و هر دو در ژاپن به دلیل خیانت همکارشان کشته شدند. او توسط پدربزرگ پدری‌اش، گو سا-هونگ، بزرگ می‌شود که به آئه‌شین کمک می‌کند زیر نظر جانگ سونگ-گو به‌عنوان یک تک‌تیرانداز آموزش ببیند و بخشی از ارتش درستکاران شود. او با یوجین چوی، که شبیه افراد اهل چوسان است، اما ادعا می‌کند که آمریکایی است، ملاقات می‌کند و عاشق او می‌شود.
- یو یئون-سئوک در نقش گو دونگ-مای/ ایشیدا شو[۱۷]
  - چوی مین-یونگ [ko] در نقش گو دونگ-مای جوان
    - پسر قصابی که به ژاپن می‌گریزد با مرگ والدینش و تبدیل شدن به یک سامورایی، عضو انجمن موسین می‌شود که بخشی از یک گروه یاکوزا است. دونگ مای با ماموریت عذاب دادن مردم و کمک به ارتش ژاپن برای انتقام گرفتن از کشور به چوسان باز می‌گردد. او معتقد است که این سیستم طبقهٔ اجتماعی ناعادلانه چوسان است که پدر و مادرش را کشته است. در نوجوانی، دونگ مای با گو ئه‌شین آشنا شد که با مخفی کردن او در اتاقک خود، جان او را نجات داد.
- کیم مین-جونگ در نقش لی یانگ هوا/ کودو هینا[۱۸]
  -     - یک بیوه بانفوذ که هتلی را در چوسان اداره می‌کند. او توسط پدرش، لی وان-ییک، با یک مرد پیر و ثروتمند ژاپنی ازدواج کرد. پس از مرگ مرموز همسرش، او "هتل گلوری" را به ارث برد و به تنهایی آن را با موفقیت اداره کرد. هینا از ظلم و ستم‌ها و خیانت‌های پدرش به شدت شرمنده است و برای یافتن مادرش به لی جونگ-مون در مبارزه با دولت ژاپن و مقامات طرفدار ژاپن کمک می‌کند.
- بیون یو-هان در نقش کیم هوی-سونگ[۱۹]
  -     - یک نجیب زادهٔ چوسانی که از نظر مالکیت زمین بعد از امپراتور ثروتمندترین خانوادهٔ کشور محسوب می‌شوند. هوی سونگ از نظر عاطفی از گذشته پدربزرگش عذاب می‌کشد و بیش از یک دههٔ در ژاپن زندگی می‌کند تا از ازدواج با زنی که پدربزرگش برای او انتخاب کرده اجتناب کند. با این حال، هنگامی که او به چوسان بر می‌گردد، متوجه می‌شود که نامزدش گو ئه‌شین است و عاشق او می‌شود، اما متوجه می‌شود که در قلب ئه‌شین جایی برای او باقی نمانده است. برخلاف پدر و پدربزرگش، هوی سونگ از طریق راه‌های مختلف به ارتش درستکاران کمک می‌کند تا خود را از احساس گناه رها کند.

## قسمت‌ها
| شم. | عنوان     | تاریخ پخش اصلی  |
| --- | --------- | --------------- |
| 1 | «قسمت ۱»  | ۷ ژوئیه ۲۰۱۸    |
| چوسان در برابر تهاجم ایالات متحده محکم می‌ایستد. یوجین با تمام سختی‌ها در آمریکا به عنوان زنده می‌ماند. ئه‌شین می‌داند که تغییرات بزرگی با پیامدهای جهانی در راه است.                                 |           |                 |
| 2 | «قسمت ۲»  | ۸ ژوئیه ۲۰۱۸    |
| ملکه به قتل رسیده است. برای ئه‌شین، کلمات در برابر قدرت‌های غاصب خارجی بی‌فایده هستند، بنابراین او در عوض سلاح به دست می‌گیرد. یوجین یک پست جدید دریافت می‌کند.                                       |           |                 |
| 3 | «قسمت ۳»  | ۱۴ ژوئیه ۲۰۱۸   |
| در عصر قهوه و مدهای وارداتی، ئه شین تفنگ آلمانی خود را ترجیح می‌دهد، اما تعجب می‌کند که کلمه انگلیسی "Love" به چه معناست؟ و آیا یوجین او را دوست است یا خیر.                                       |           |                 |
| 4 | «قسمت ۴»  | ۱۵ ژوئیه ۲۰۱۸   |
| با گم شدن یک اسلحه توسط سربازان آمریکایی در قطار، سوء ظن‌ها عمیق می‌شود. ئه‌شین دلسوزی خود را به دونگ مای نشان می‌دهد، هوی سونگ به چوسان برمی‌گردد و یوجین به فکر انتقام است.                         |           |                 |
| 5 | «قسمت ۵»  | ۲۱ ژوئیه ۲۰۱۸   |
| ئه‌شین با هوی سونگ برای خوردن قهوه در هتل ملاقات می‌کند. یوجین با سربازان ژاپنی در نمایندگی ایالات متحده سر و کار دارد و می‌خواهد بداند چرا ئه‌شین از چوسان دفاع می‌کند.                              |           |                 |
| 6 | «قسمت ۶»  | ۲۲ ژوئیه ۲۰۱۸   |
| ئه‌شین یک ماموریت جدید دریافت می‌کند. یوجین، دونگ مای و هوی سونگ دارای وجود مشترکی هستند. یوجین به گذشته خود می‌پردازد و در نهایت پاسخ خود را به ئه‌شین می‌دهد.                                       |           |                 |
| 7 | «قسمت ۷»  | ۲۸ ژوئیه ۲۰۱۸   |
| ئه‌شین معنای واقعی عشق را می‌آموزد و یک ژاپنی بی‌بندوبار را له می‌کند. امپراتور گوجونگ بر اقتدار چوسان تاکید می‌کند. یوجین نام کره‌ای خود را برای ئه‌شین فاش می‌کند.                                     |           |                 |
| 8 | «قسمت ۸»  | ۲۹ ژوئیه ۲۰۱۸   |
| با وجود توصیه به انزوا گزینی به عنوان یک بانوی نجیب‌زاده، ئه‌شین یک عملیات خطرناک را اجرا می‌کند. یوجین حرکتی غافلگیرکننده انجام می‌دهد و هوی سونگ به بررسی گذشته او می‌پردازد.                       |           |                 |
| 9 | «قسمت ۹»  | ۴ اوت ۲۰۱۸      |
| یوجین می‌خواهد بداند چرا ئه‌شین نمی‌تواند عقب‌نشینی کند، اما راه او با ارتش درستکاران است. هوی سونگ با ئه‌شین مخالف است و یک جایگزین ارائه می‌دهد.                                                     |           |                 |
| 10 | «قسمت ۱۰» | ۵ اوت ۲۰۱۸      |
| امپراتور از یوجین کمک می‌خواهد، هوی سونگ از خیاطی دیدن می‌کند. ئه‌شین پس از شنیدن داستان یوجین احساس دل‌شکستگی می‌کند، اما بعداً او را در یک شب برفی می‌بیند.                                           |           |                 |
| 11 | «قسمت ۱۱» | ۱۱ اوت ۲۰۱۸     |
| ئه‌شین از یوجین عذرخواهی می‌کند، اما امیدوار است که او به مبارزه برای چوسان خود ادامه دهد. هوی سونگ با ئه‌شین سوار تراموا می‌شود و طرحی را پیشنهاد می‌کند.                                            |           |                 |
| 12 | «قسمت ۱۲» | ۱۲ اوت ۲۰۱۸     |
| ئه‌شین با تایید مجدد تعهد خود، بر تصمیم خود می‌ایستد و بر سر کیک کاستلا به یک پیمان پیش‌بینی‌نشده می‌پردازد. یوجین در حال بررسی یک عکس قدیمی است.                                                     |           |                 |
| 13 | «قسمت ۱۳» | ۱۸ اوت ۲۰۱۸     |
| ئه‌شین و یوجین قایق سواری می‌کنند. یک خائن شرور علاقه زیادی به هوی سونگ و یوجین نشان می‌دهد. لرد گو با هوی سونگ ملاقات می‌کند.                                                                       |           |                 |
| 14 | «قسمت ۱۴» | ۱۹ اوت ۲۰۱۸     |
| یوجین خبرهای بدی دریافت می‌کند. دونگ مای دستگیر می‌شود، ئه‌شین از هینا کمک می‌خواهد و هوی سونگ زمانی که یوجین خود را در گوشه‌ای می‌بیند به کمک می‌آید.                                                  |           |                 |
| 15 | «قسمت ۱۵» | ۲۵ اوت ۲۰۱۸     |
| منظره‌ای نگران کننده امپراتور گوجونگ را آزار می‌دهد. ئه شین از لرد گو سرپیچی می‌کند، یوجین از بخشش امتناع می‌کند و هوی سونگ از املاک خانواده گو بازدید می‌کند.                                        |           |                 |
| 16 | «قسمت ۱۶» | ۲۶ اوت ۲۰۱۸     |
| هوی سونگ یک روزنامه راه اندازی می‌کند و قربانی شخصی می‌کند. لرد گو مارشال‌ها حمایت می‌کنند، ئه‌شین زندگی متفاوتی را تصور می‌کند و یوجین به قصر می‌رود.                                                  |           |                 |
| 17 | «قسمت ۱۷» | ۱ سپتامبر ۲۰۱۸  |
| هوی سونگ پس از کنار گذاشتن چیزی که برای او بیشترین اهمیت را دارد، دوستی برای او هدیه می‌گیرد. لرد گو یک درخواست اضطراری را رهبری می‌کند و ئه شین با سربازان ژاپنی روبرو می‌شود.                     |           |                 |
| 18 | «قسمت ۱۸» | ۲ سپتامبر ۲۰۱۸  |
| یوجین با یک امپریالیست افعی مبارزه می‌کند. هوی سونگ با دیدن زندانی شدن لرد گو، یک نسخه ویژه منتشر می‌کند. ئه‌شین یک مقام ژاپنی را نادیده می‌گیرد.                                                    |           |                 |
| 19 | «قسمت ۱۹» | ۸ سپتامبر ۲۰۱۸  |
| بانو ئه‌شین بخشی از خانواده خود را از دست می‌دهد. پدربزرگ او با طرح‌های امپریالیستی مقابله می‌کند، هوی سونگ انتقام ئه‌شین را می‌گیرد و امپراتور گوجونگ یک پدر هینا که مانند یک مار افعی است را می‌زند.  |           |                 |
| 20 | «قسمت ۲۰» | ۹ سپتامبر ۲۰۱۸  |
| ارتش درستکاران علیه سربازان ژاپنی تلافی می‌کند و ئه‌شین به دنبال عدالت است. جنگ در چوسان شروع می‌شود - و یوجین دستور بازگشت به ایالات متحده را دریافت می‌کند.                                        |           |                 |
| 21 | «قسمت ۲۱» | ۱۵ سپتامبر ۲۰۱۸ |
| یوجین که یک امپریالیست آمریکایی نامیده می‌شود، بعداً از ئه‌شین می پرسد که چرا او برای یک هدف بیهوده اصرار می‌کند. هوی سونگ به آئه شین کمک می‌کند تا از قید و بند خارج شود. یک متحد به ئه‌شین می‌پیوندد. |           |                 |
| 22 | «قسمت ۲۲» | ۱۶ سپتامبر ۲۰۱۸ |
| امپراتور گوجونگ سعی می‌کند از ملت محافظت کند اما به بن بست کشیده می‌شود. ئه‌شین که خودش را پشت توپ هشت می‌یابد، تصدیق می‌کند که کلمات قدرت دارند.                                                     |           |                 |
| 23 | «قسمت ۲۳» | ۲۹ سپتامبر ۲۰۱۸ |
| هوی سونگ، دونگ مای و یوجین با دیدن انفجار بسیار ترس می‌ترسند. بی‌تفاوتی جهان امپراتور گوجونگ را ناامید می‌کند، اما چوسان جسورتر می‌شود.                                                              |           |                 |
| 24 | «قسمت ۲۴» | ۳۰ سپتامبر ۲۰۱۸ |
| چوسان ثابت قدم می‌ماند. ارتش درستکاران در مسیر خود استقامت دارد. ئه‌شین امیدش را روشن نگه می‌دارد، در حالی که هوی سونگ، دونگ مای و یوجین سعی می‌کنند به او کمک کنند.                                 |           |                 |